# Bárándy Gergely
Bárándy Gergely Péter (Budapest, 1976. november 28. –) magyar ügyvéd, politikus. 2006-tól szocialista országgyűlési képviselő. A nagy múltú nemesi Bárándy jogász család tagja. Nagyapja Bárándy György ügyvédlegenda, édesapja Bárándy Péter ügyvéd, egykori igazságügy-miniszter.

## Életpályája
1995-ben kezdte meg egyetemi tanulmányait a Pázmány Péter Katolikus Egyetem Jog- és Államtudományi Karán, ahol 2000-ben szerzett jogi doktorátust. Ezt követően édesapja ügyvédi irodájában lett ügyvédjelölt. 2003-ban letette az ügyvédi szakvizsgát, ezt követően ügyvédként tevékenykedik. Ezenkívül 2000 és 2001 között az egyetem büntetőjogi tanszékének gyakornoka volt, majd 2006-ig a tanszék tanársegéde, majd 2009-ig az egyetem büntetőjogi és büntetés-végrehajtási tanszékének adjunktusa volt. 2009-től óraadó tanár. PhD-értekezését 2009-ben védte meg. Ezenkívül 2001 és 2004 között a Magyar Kriminológiai Társaság titkára volt. 2004-ben a társaság igazgatótanácsának tagjává választották.

### Politikai pályafutása
2003-ban belépett a Magyar Szocialista Pártba, egy évvel később a párt jogi és igazgatási tagozat elnöke lett, tisztségét 2008-ig töltötte be. A 2006-os országgyűlési választáson pártja fővárosi listájának 20. helyéről jutott be az Országgyűlésbe. 2006-ban az Országos Igazságszolgáltatási Tanács tagja lett. A 2010-es országgyűlési választáson Budapest 21. számú egyéni választókerületében indult (Zugló egyik fele), a második fordulóban egyoldalúan visszalépett Várnai László, az LMP jelöltje javára. Végül pártja országos listájáról szerzett mandátumot. 2010-ben az Országgyűlés alkotmány-előkészítő bizottságának egyik alelnöke lett.
Politikai tevékenységén kívül foglalkozik Velence történetével is. 1999-ben Velence fénykora, 2004-ben A tenger keresztes lovagjai címmel könyvet adott ki. 2007-ben Tóth-Váradi Kaszonyi András Magyarországból tett Velencei utazás című könyvének újrakiadása során jegyzetíróként működött közre.
2018 januárjában bejelentette, hogy nem indul az áprilisi országgyűlési választáson.

## Családja
Régi nemesi jogász családból származik. Nagyapja Bárándy György (1919–2014) ügyvéd, édesapja Bárándy Péter (1949) ügyvéd, aki 2002 és 2004 között Magyarország igazságügy-minisztere volt. Édesanyja Bárándy Zsuzsanna, szintén ügyvéd.

## Főbb művei
- Velence fénykora. A Velencei Köztársaság államberendezkedésének kialakulása és kora; Scolar, Bp., 1999
- A tenger keresztes lovagjai. Velence részvétele a negyedik keresztes hadjáratban; Scolar, Bp., 2004
- A gyűlöletbeszéd Magyarországon; Scolar, Bp., 2010 (Scolar jog)
- Centralizált Magyarország – megtépázott jogvédelem. A hatalommegosztás rendszerének változásairól, 2010–2014; Scolar, Bp., 2014 (Scolar jog)
- Centralizált Magyarország – megtépázott jogvédelem II. A hatalommegosztás rendszerének változásairól, 2014-2018; Scolar, Bp., 2018 (Scolar jog)